# Alfred Auerbach
Alfred Auerbach (Stuttgart (Baden-Württemberg), 9 de juny, 1873 - Idem. 31 de gener, 1954), fou un actor i escriptor alemany.

## Biografia
Alfred Auerbach va néixer a Stuttgart com a fill de l'empresari Benjamin Auerbach i la seva dona Emma, de soltera Fröhlich, i hi va assistir a l'escola secundària. Per part de la seva mare estava emparentat amb l'escriptor Berthold Auerbach.
Al voltant de 1883 la família es va traslladar a Frankfurt del Main. Després d'acabar l'escola, Auerbach es va veure obligat a completar un aprenentatge comercial per tal de fer-se càrrec del negoci dels seus pares. A partir de 1895 Auerbach va poder escapar de la seva feina poc estimada i va estudiar al Dr. Conservatori Hoch de Frankfurt del Main.
Després d'aprovar amb èxit l'examen dramàtic, Emil Claar el va contractar per a la "Schauspielhaus" de Frankfurt el 1898. Auerbach va fer el seu avenç el 1902 quan es va fer càrrec del departament de caràcters de Klemens Grunwald després de la mort d'aquest. Va ser membre de la Schauspielhaus de Frankfurt fins al 1923.
El 1908 es va casar i va tenir una filla. Auerbach va guanyar una gran popularitat com a actor, artista de dialecte suau, autor de teatre de ràdio i humorista. Auerbach va escriure diverses obres i comèdies dialectals per a l'escenari, com ara "Schwobastreich" (1904), "D'letscht Sau" (1906) i "Auf 'em Amt" (1911). SÜRAG, Süddeutsche Rundfunk AG Stuttgart, va emetre obres de ràdio per ell i amb ell ja el 1925. A la ràdio va treballar amb Georg Ott, un altre artista dialectal suau. L'any 1927 la RRG va comprar el seu manuscrit radiofònic "Dr. Funkius".
Del 1906 al 1933 va dirigir el departament de teatre al Dr. Conservatori de Hoch i va donar classes d’interpretació. Els seus alumnes van incloure, entre d'altres: Joseph Offenbach i Heinz Moog.
La seva posició al conservatori va ser cessada l'agost de 1933 a causa dels seus orígens jueus. Després es va involucrar amb l'Associació Cultural Jueva de Frankfurt, on va organitzar vetllades de teatre musical i va treballar com a lletrista, director i actor. El juny de 1940 va emigrar als EUA i va treballar per a una emissora de ràdio en llengua alemanya a Chicago. Durant aquest temps, va intentar en va, fer un pas a Hollywood.
Després del seu retorn a Alemanya el 1951, va tornar a donar conferències a la ràdio, però no es va establir definitivament a Stuttgart fins al novembre de 1953. La seva autobiografia A Swabian Studies America va ser publicada per Behrens-Editors a Stuttgart el 1948.
Alfred Auerbach va morir el 31 de gener de 1954 a Stuttgart.

## Treballs
- Schwobkopf. Imatge rural en 1 acte (1904)
- Schwobastreich'. Dues comèdies rurals (= D'Heritage. D'r Weltond'rgang) (1905)
- Des de la joventut de Schiller, 2 drama. Escenes (= Mr. Regimentsfeldscher. Schiller on the Solitude) (1905)
- De lastsch' Sau (1906)
- Expressions facials, material de formació per a actors (1909)
- A la caserna. Imatge de gènere suau en un acte (1911)
- Al càrrec (1911)
- Europa. Caiguda o nova construcció. "Volkssprechspielchor" [títol de la portada: People's Speech Choir] (1926)
- Obres escèniques per a celebracions jueves (1935)[8]

Un suau estudia Amèrica (1948)

## Documents sonors
La veu d'Alfred Auerbach es conserva en cinc discos de gramòfon, dels quals va comentar a finals dels anys vint amb “xats” en dialecte suau.
Gramòfon
- 582 a (mx. 1395 BH-IV) Ferrocarril de Suàbia: Xat (Auerbach)
- 582 b (mx. 1397 BH-IV) Reclutes i pregoners suaus: xat (Auerbach). Alfred Auerbach, recitador

- 2200 / B 46867 (mx. 923 BH IV) "Nord i Sud" - xerrada: a) El bon Déu crea el suau, b) Diferència entre alemanys del nord i del sud (A. Auerbach)
- 2200 / B 46868 (mx. 925 BH IV) "Schwobastreich" - xerrada: a) La suau al mirall, b) La suau al tren (A. Auerbach). Alfred Auerbach, recitador. Dialecte suau. Recitació.

- 2201 / B 46869 (mx. 924 BH IV) "Històries sueves": Xat: a) L'altaveu, b) El noi dolç (A. Auerbach)
- 2201 / B 46870 (mx. 929 BH IV) "The Swabian Zecher": Xat: a) L'Hektorle, b) L'Uixer, c) L'Oficial, d) El Vell Forn (A. Auerbach). Alfred Auerbach, recitador. Dialecte suau. Recitació.

- 2202 / B 46871 (mx. 931 BH IV) "Ferrocarril de Suàbia": xat. a) Les dones dolentes - b) Conduint (A. Auerbach)
- 2202 / B 46872 (mx. 932 BH IV) Suàbia Telèfon: Xat (A. Auerbach). Alfred Auerbach, recitador. Dialecte suau. Recitació.

- 2203 / B 46873 (mx. 933 BH IV?) Contes infantils (A. Auerbach)
- 2203 / B 46974 (mx. 934 BH IV?) Es Leberle (A. Auerbach). Alfred Auerbach, recitador. Dialecte suau. Recitació.